# 六氰合钴(II)酸钾
六氰合钴(II)酸钾是一种配位化合物，化学式为K4[Co(CN)6]，其中钴为+2价。它可由氰化钴溶解在过量氰化钾中得到。

## 反应
六氰合钴(II)酸钾在液氨中可以被金属钾还原，生成[Co(CN)3]2−。它也极易被氧化，氧气、氯气甚至水可以将其氧化为K3[Co(CN)6]。